# Solomon Marcus

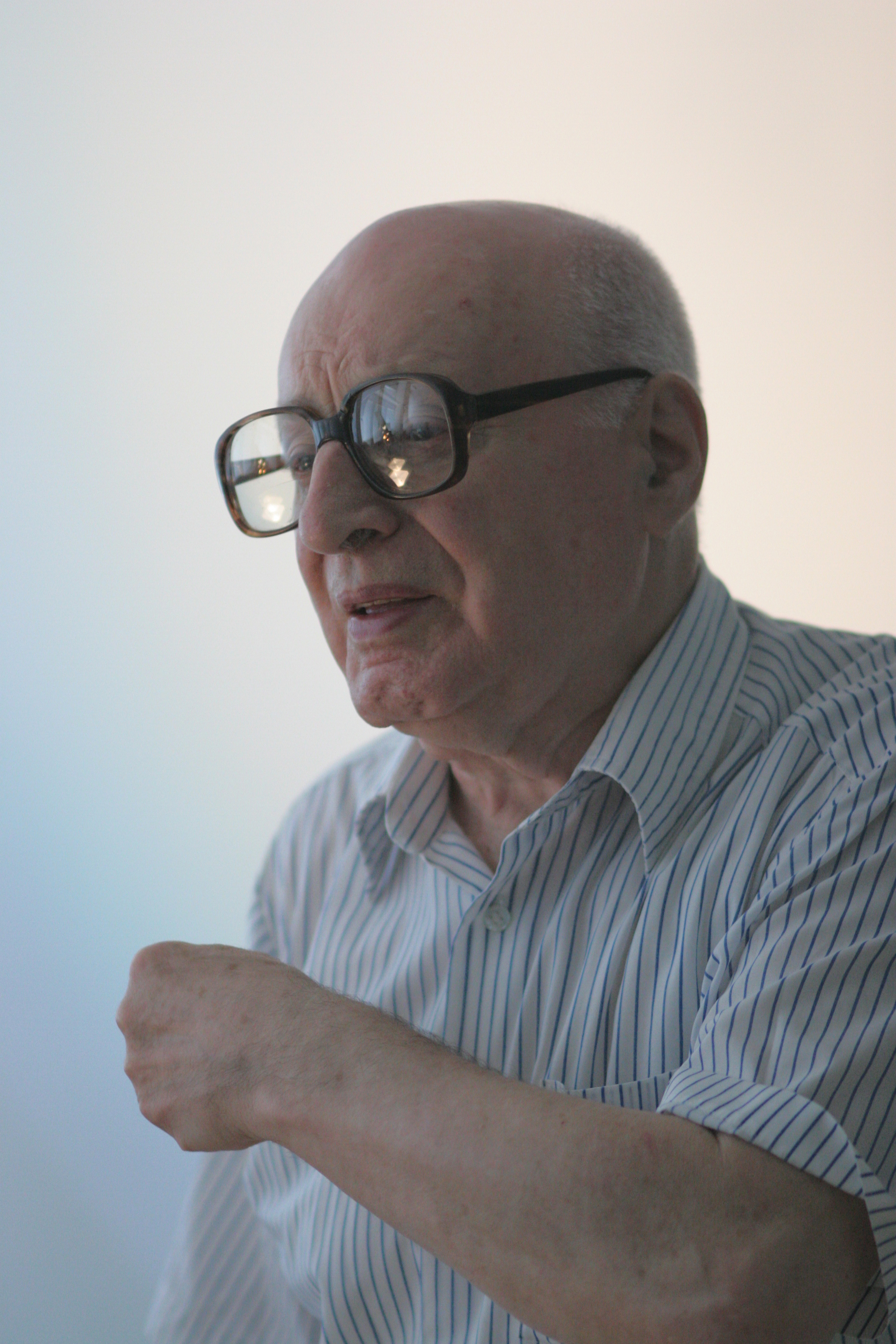
Solomon Marcus

Solomon Marcus (Bacău, 1 maart 1925 – Boekarest, 17 maart 2016) was een Roemeens wiskundige.

## Biografie
Marcus studeerde Wetenschappen aan de Universiteit van Boekarest. In 1956 behaalde hij de graad van Doctor of Philosophy in de wiskunde. Zijn thesis behandelde monotone functies van twee variabelen. Hij werd hoogleraar in 1966. Marcus publiceerde meer dan 50 boeken over wiskunde. In 1991 ging de professor met emeritaat.
Marcus overleed in 2016 op 91-jarige leeftijd.